# Misliyagrot
De Misliyagrot (Hebreeuws: מערת מיסליה) is een archeologische vindplaats aan de westelijke helling van het Karmelgebergte in Israël, in de buurt van de Wadi Sefunim, 12 kilometer ten zuiden van Haifa en ongeveer zeven kilometer ten noorden van de vindplaatsen Tabun en Skhul. In de grot werden de, volgens een datering uit 2018, oudste fossielen van anatomisch moderne mensen (Homo sapiens) buiten Afrika ontdekt.

## Ligging
De grot, tegenwoordig een meerdelige abri, bevindt zich aan de voet van een 17 tot 20 meter hoge rotswand van kalksteen, gericht op het westen tot zuidwesten, ongeveer 95 meter boven de zeespiegel. Talrijke onderaan de grot gelegen grote rotsblokken en andere aanwijzingen tonen echter aan dat zich hier oorspronkelijk een grotere en diepere grot bevond waarvan de buitenste delen waren ingestort. Wat overbleef waren een drietal enkele meters in de wand gaande niches en de daarvoor liggende terassen.
Ingebed in breccie of zachter sediment werden op verschillende locaties binnen de abri's en daarvoor gelegen meerdere stenen werktuigen van een Levallois-type gevonden, die tot het middenpaleolithicum werden gedateerd, maar ook oudere stenen werktuigen, evenals talrijke dierlijke botten, waarvan sommige snijsporen vertonen. Het is ook aangetoond dat delen van de oorspronkelijke grot in dit tijdperk herhaaldelijk instortten, maar hierna opnieuw bewoond werden.
Onder de vondsten bevonden zich zeeschelpdieren van de soort Glycymeris nummaria, die ongeveer 200.000 jaar geleden door de bewoners naar de grot werden gebracht.

## Onderzoeksgeschiedenis
De grot stond aanvankelijk bekend als Brotzen Cave, aangezien zij in 1927 voor het eerst wetenschappelijk werd vermeld door Fritz Brotzen en Elise Jenny Baumgartel. De grot werd met name onderzocht door Mina Weinstein-Evron (Universiteit van Haifa) en Israël Hershkovitz (Universiteit van Tel Aviv). De eerste testopgraving vond plaats aan het einde van 2000 tot begin 2001. Eerder waren al oppervlaktevondsten verzameld. De paleontologische en archeologische vondsten komen uit de periode tussen 400.000 en 150.000 jaar geleden.

## Misliya-1
Een belangrijke vondst is de linkerhelft van het bovenkaakbeen met gedeeltelijk bewaard gebleven gehemeltebeen  van een volwassen man, waaronder acht tanden (verstandskies tot hoektand, plus de wortel van een snijtand). De vorm van de tanden onderscheidt zich volgens de analyse duidelijk duidelijk van dat van de neanderthaler en andere Midden-Pleistocene fossielen. In het bijzonder de combinatie van kenmerken van snijtand en hoektand wordt uitsluitend bij anatomisch moderne mensen gevonden. De bovenkaak werd bewaard, omdat ongeveer 160.000 jaar geleden delen van de grot instortten, waardoor hij werd begraven en bewaard onder het puin.

### Datering
Het fossiel (inventarisnummer Misliya-1) kon aanvankelijk niet worden gedateerd, maar werd een voorlopige leeftijd van mogelijk 150.000 jaar toegekend, en geïnterpreteerd als een rest van een vroege anatomisch moderne mens. Begin 2018 werd in het vakblad Science de leeftijd van het fossiel en de archeologische begeleidende vondsten op basis van verschillende dateringsmethoden verder ingegrenst, en de diagnose als vroege Homo sapiens bevestigd: "De resultaten suggereren een leeftijd tussen 177.000 en 194.000 jaar en leggen dus de eerste migratie van moderne mensen naar Eurazië met meer dan 60.000 jaar verder in het verleden dan voorheen aangenomen. Hiermee is het Misliya-fossil ongeveer even oud als de eerste vondsten van vroegmoderne mensen van twee sites  in Oost-Afrika ". Deze vondsten, Omo 1 en 2 en Homo sapiens idaltu uit Ethiopië, zijn rond 195.000 en 160.000 jaar oud.
De datering vond plaats volgens drie methoden, elk uitgevoerd in verschillende laboratoria: uranium-thoriumdatering, een gecombineerd uranium-thorium / elektronspinresonantie-datering, en een thermoluminescentiedatering. De thermoluminescentiedatering van negen vuursteenvondsten met tekenen van brandinwerking uit de directe nabijheid van Misliya-1 resulteerde in een leeftijd van 179.000 ± 48.000 jaar. De gesteensresten aan het fossiel werden met uranium-thoriumdatering op een leeftijd van 185.000 ± 8.000 jaar gedateerd. Een uranium-thoriumdatering van het dentine van de snijtandresten gaf echter slechts een leeftijd van 70.200 ± 1.600 jaar. Een gecombineerde US-ESR van hetzelfde tandmateriaal resulteerde daarentegen in een leeftijd van 174.000 ± 20.000. De paleontoloog Madelaine Böhme, zelf niet betrokken bij het onderzoek van de fossielen, leidde het afwijkende resultaat van het van uranium-thoriumdateren terug op "veranderingen in het tandstuk na de fossilisatie".
De datering bevestigt overwegingen dat er al in een zeer vroege tijd,  tijdens de Eemien-interglaciaal, een migratiebeweging van Afrika naar Zuidoost-Azië zou zijn geweest.